# Czerna (przystanek kolejowy)
Czerna – przystanek osobowy w miejscowości Dobrzejowice w Polsce, w województwie dolnośląskim, w powiecie głogowskim, w gminie Żukowice

## Ruch pasażerski
| Rok  | Wymiana pasażerska na dobę |
| ---- | -------------------------- |
| 2017 | 20-49                      |
| 2022 | 50-99                      |